# 65-я армия
65-я армия второго формирования (65 А) — общевойсковая армия в составе Вооружённых сил СССР во время Великой Отечественной войны.

## История
65-я армия второго формирования создана 22 октября 1942 года в составе Донского фронта на базе 4-й танковой армии. Первоначально в неё входили 4-я и 40-я гвардейские, 23-я, 24-я, 304-я и 321-я стрелковые дивизии, 3-я танковая бригада, ряд артиллерийских и других частей.
В ходе Сталинградской стратегической оборонительной операции её войска в конце октября — первой половине ноября во взаимодействии с другими армиями вели активные боевые действия на правом берегу Дона, удерживая ранее захваченный плацдарм и сковывая с севера группировку противника, наступавшую на Сталинград. С переходом советских войск в контрнаступление армия наступала из района северо-восточнее Клетской на Вертячий. К началу декабря вышла к р. Россошка южнее Вертячего, во взаимодействии с другими армиями образовала внутренний фронт окружения группировки немецких войск под Сталинградом и до 10 января 1943 года блокировала её с северо-запада. В январе — начале февраля участвовала в наступательной операции «Кольцо» Донского фронта по ликвидации окружённой группировки противника.
После завершения Сталинградской битвы 65-я армия в начале февраля была выведена в резерв Ставки ВГК и затем перегруппирована на орловское направление в район Ольховатка, Хмелевое, Тифинское.
С 15 февраля включена во вновь созданный Центральный (с 20 октября 1943 года Белорусский) фронт 2-го формирования и в его составе в феврале—марте наступала на севском направлении.
В Курской битве в период оборонительного сражения отражала удар противника из района Севска.
В конце августа-сентябре принимала участие в Черниговско-Припятской операции, в ходе которой форсировала реки Десна и Сож, освободила города Севск (27 августа) и во взаимодействии с 48-й армией Новгород-Северский (16 сентября). В октябре, возобновив наступление, во взаимодействии с 61-й армией форсировала Днепр и захватила плацдарм на его правом берегу в районе Лоева.
В Гомельско-Речицкой операции войска армии освободили ряд населённых пунктов на территории Белоруссии, в том числе во взаимодействии с 1-м гвардейским танковым корпусом и 48-й армией г. Речица (18 ноября), и к концу ноября вышли на рубеж Березины, южнее Паричи, Гамза, где перешли к обороне.
В январе-феврале 1944 года в ходе Калинковичско-Мозырской операции во взаимодействии с 61-й армией нанесли поражение противнику в районе Озаричи и улучшили своё оперативное положение. С 25 февраля включена в состав Белорусского фронта, с 6 апреля Белорусского фронта 2-го формирования.
Летом (с 16 апреля) 1944 года армия в составе войск 1-го Белорусского фронта 2-го формирования участвовала в разгроме немецких войск в Белоруссии. В Бобруйской операции её соединения совместно с 48-й армией и другими силами фронта окружили и разгромили 40-тысячную группировку немецкой 9-й армии и освободили города Осиповичи (28 июня) и Бобруйск (29 июня). Развивая наступление на барановичском направлении, армия во взаимодействии с 48-й и 28-й армиями освободила Барановичи (8 июля). В последующем форсировала реку Щара, во взаимодействии с 1-м гвардейским танковым корпусом и фронтовой конно-механизированной группой освободила город Слоним (10 июля) и в середине июля вышла на рубеж южнее Свислочь, Пружаны. В ходе Люблин-Брестской операции армия во взаимодействии с 48-й и 28-й армиями нанесла поражение части сил немецкой 2-й армии севернее Бреста и в конце июля вышла на реку Западный Буг. Продолжая наступление, её войска в августе форсировали Западный Буг, а в начале сентября вышли на реку Нарев и захватили плацдарм в районе Сероцка. Затем армия вела упорные сражения на этом плацдарме в ходе Сероцкой наступательной операции.
С 19 ноября 1944 года армия входила во 2-й Белорусский фронт 2-го формирования, в составе которого принимала участие в Млавско-Эльбингской и Восточно-Померанской стратегической операциях 1945 года.
Свой боевой путь 65-я армия завершила участием в Берлинской стратегической наступательной операции, в ходе которой форсировала реку Одер (Одра) южнее Штеттина (Щецин) и, развивая наступление в направлении Фридланд, Деммин, вышла на побережье Балтийского моря севернее города Росток.
В районе г. Барт (Германия) войска армии освободили свыше 9 тысяч военнопленных английских и американских лётчиков из лагеря «Шталаг-Люфт-1».
После окончания военных действий охраняла побережье Балтийского моря.
За проявленные в боях с немецко-фашистскими захватчиками мужество, героизм и высокое воинское мастерство десятки тысяч воинов 65А награждены орденами и медалями, а 323 из них присвоено звание Героя Советского Союза. Многие её соединения и части награждены орденами и удостоены почётных наименований.
10 июля 1945 года, в соответствии с директивой Ставки Верховного Главнокомандования № 11097 от 29 мая 1945 года, 65-я армия вошла в состав Северной группы войск, с местом дислокации Лодзь, Познань, Бреслау, Польской Народной Республики.

12 июня 1946 года армия преобразована в 7-ю механизированную армию.

## Подчинение и состав
- 65-я армия
  - 4-я гвардейская стрелковая дивизия
    - 3-й гвардейский стрелковый полк
    - 8-й гвардейский стрелковый полк
    - 11-й гвардейский стрелковый полк
    - 23-й гвардейский артиллерийский полк

  - 27-я гвардейская стрелковая дивизия
    - 74-й гвардейский стрелковый полк
    - 76-й гвардейский стрелковый полк
    - 83-й гвардейский стрелковый полк
    - 54-й гвардейский артиллерийский полк

  - 40-я гвардейская стрелковая дивизия
    - 111-й гвардейский стрелковый полк
    - 116-й гвардейский стрелковый полк
    - 119-й гвардейский стрелковый полк
    - 90-й гвардейский артиллерийский полк

  - 23-я стрелковая дивизия
    - 89-й стрелковый полк
    - 117-й стрелковый полк
    - 225-й стрелковый полк
    - 211-й артиллерийский полк

  - 24-я стрелковая дивизия
    - 7-й стрелковый полк
    - 168-й стрелковый полк
    - 274-й стрелковый полк
    - 160-й артиллерийский полк

  - 252-я стрелковая дивизия
    - 924-й стрелковый полк
    - 928-й стрелковый полк
    - 932-й стрелковый полк
    - 787-й артиллерийский полк

  - 258-я стрелковая дивизия
    - 405-й стрелковый полк
    - 991-й стрелковый полк
    - 99-й стрелковый полк
    - 782-й артиллерийский полк

  - 304-я стрелковая дивизия
    - 807-й стрелковый полк
    - 809-й стрелковый полк
    - 812-й стрелковый полк
    - 560-й артиллерийский полк

  - 321-я стрелковая дивизия
    - 484-й стрелковый полк
    - 488-й стрелковый полк
    - 493-й стрелковый полк
    - 986-й артиллерийский полк

  - Приданы 65-й армии:
    - 59-й отдельный истребительно-противотанковый дивизион
    - 64-й отдельный истребительно-противотанковый дивизион
    - 91-я танковая бригада
      - 345-й танковый батальон

    - 121-я танковая бригада

  - Назначенные подразделения неизвестны
    - 59-й отдельный дивизион бронепоездов
    - 99-й армейский артиллерийский полк
    - 156-й армейский артиллерийский полк
    - 671-й армейский артиллерийский полк
    - 272-й гаубичный артиллерийский полк
    - 338-й истребительно-противотанковый артиллерийский полк
    - 1-й гвардейский тяжёлый миномётный полк
    - 5-й гвардейский миномётный полк
    - 48-й гвардейский миномётный полк
    - 84-й гвардейский миномётный полк
    - 93-й гвардейский миномётный полк
    - 342-й зенитный артиллерийский полк
    - 723-й зенитный артиллерийский полк
    - 1264-й зенитный артиллерийский полк
    - 9-й понтонный батальон
    - 321-й отдельный инженерный батальон[3]

| Дата            | Фронт (округ)         | Стрелковые войска и кавалерия в составе армии | Примечания |
| --------------- | --------------------- | --- | ---------- |
| 01.11.1942 года | Донской фронт         | 4 гв.сд, 40 гв.сд, 23, 24, 304, 321 сд | -          |
| 01.12.1942 года | Донской фронт         | 27 гв.сд, 23, 24, 252, 304 сд | -          |
| 01.01.1943 года | Донской фронт         | 27 гв. сд, 23, 24, 173, 214, 233, 304 сд | -          |
| 01.02.1943 года | Донской фронт         | 27 гв.сд, 67 гв.сд, 23, 24, 214,233, 260 сд | -          |
| 01.03.1943 года | Центральный фронт     | 37 гв.сд, 69, 149, 193, 246, 354 сд | -          |
| 01.04.1943 года | Центральный фронт     | 37 гв. сд, 60, 69, 149, 181, 193, 194, 246, 354 сд, 115 сбр, 28, 30 лыж.бр, 2 гв.кк                                                                   | -          |
| 01.05.1943 года | Центральный фронт     | 37 гв.сд, 60, 69, 149, 181, 193,194, 246, 354 сд, 115 сбр, 28 лыж.бр                                                                                  | -          |
| 01.06.1943 года | Центральный фронт     | 37 гв.сд, 60, 69, 149, 181, 193,194, 246, 354 сд, 115 сбр                                                                                             | -          |
| 01.07.1943 года | Центральный фронт     | 18 ск (69, 149,246 сд), 27 ск (60, 193, 115 сбр), 37 гв.сд, 181,194, 354 сд                                                                           | -          |
| 01.08.1943 года | Центральный фронт     | 18 ск (69, 149,246 сд), 27 ск (60, 193, 115 сбр), 37 гв.сд, 194, 354 сд                                                                               | -          |
| 01.09.1943 года | Центральный фронт     | 18 ск (37 гв.сд, 106, 149, 354 сд), 19 ск (69, 140, 162 сд), 27 ск (60, 193, 115 сбр), 246 сд                                                         | -          |
| 01.10.1943 года | Центральный фронт     | 18 ск (60, 69, 246 сд), 19 ск (37 гв.сд, 140, 162, 354 сд), 27 ск (149, 193 сд, 115сбр), 106 сд                                                       | -          |
| 01.11.1943 года | Белорусский фронт     | 18 ск (60, 69, 149, 193 сд), 19 ск (37 гв.сд, 140, 162 сд), 27 ск (106, 246, 354 сд, 115 сбр), 2 гв.кк, 7 гв.кк                                       | -          |
| 01.12.1943 года | Белорусский фронт     | 18 ск (69, 162, 198 сд), 19 ск (37 гв.сд, 38 гв.сд, 115 сбр), 27 ск (60,106, 354 сд), 95 ск (44 гв.сд, 172 сд)                                        | -          |
| 01.01.1944 года | Белорусский фронт     | 18 ск (69, 162, 193 сд, 115 сбр), 19 ск (38 гв.сд, 82 сд), 27 ск (60,106, 354 сд), 95 ск (37 гв.сд, 44 гв.сд, 172 сд), 105 ск (75 гв.сд, 132, 253 сд) | -          |
| 01.02.1944 года | Белорусский фронт     | 18 ск (37 гв.сд, 69, 193 сд,), 19 ск (82, 162 сд, 115сбр), 27 ск (60,106, 218 сд), 95 ск (44 гв.сд, 172, 354 сд), 105 ск (75 гв.сд, 132, 253 сд)      | -          |
| 01.03.1944 года | 1-й Белорусский фронт | 18 ск (44 гв.сд, 75 гв.сд, 69 сд,), 95 ск (37 гв.сд, 182, 193 сд), 105 ск (132, 253, 354 сд, 115 сбр)                                                 | -          |
| 01.04.1944 года | 1-й Белорусский фронт | 18 ск (44 гв.сд, 69 сд, 115 сбр), 95 ск (37 гв.сд, 75 гв.сд, 193 сд), 105 ск (354 сд, 161 УР)                                                         | -          |
| 01.05.1944 года | 1-й Белорусский фронт | 18 ск (44 гв.сд, 69 сд), 105 ск (37 гв.сд, 75 гв.сд, 193 сд), 15, 354 сд, 115 сбр, 119,153,161 УР                                                     | -          |
| 01.06.1944 года | 1-й Белорусский фронт | 18 ск (44 гв.сд, 69 сд), 105 ск (37 гв.сд, 75 гв.сд, 193 сд), 15, 354 сд, 115 сбр, 119,153,161 УР                                                     | -          |
| 01.07.1944 года | 1-й Белорусский фронт | 18 ск (37 гв.сд, 15, 69 сд), 105 ск (75 гв.сд, 354, 356 сд, 115 сбр), 44 гв.сд, 193 сд                                                                | -          |
| 01.08.1944 года | 1-й Белорусский фронт | 18 ск (37 гв.сд, 15, 69 сд), 46 ск (108, 186, 413 сд), 80 ск (75 гв.сд, 82, 356 сд), 105 ск (44 гв.сд, 193, 354), 115 сбр                             | -          |
| 01.09.1944 года | 1-й Белорусский фронт | 18 ск (37 гв.сд, 15, 69 сд), 46 ск (108, 186 сд), 105 ск (44 гв.сд, 193, 354), 115 сбр                                                                | -          |
| 01.10.1944 года | 1-й Белорусский фронт | 18 ск (37 гв.сд, 15, 69 сд), 46 ск (108, 186 сд), 105 ск (44 гв.сд, 193, 354), 161 УР                                                                 | -          |
| 01.11.1944 года | 1-й Белорусский фронт | 18 ск (37 гв.сд, 15, 69 сд), 46 ск (108, 186, 413 сд), 47 ск (71, 136, 162 сд), 105 ск (44 гв.сд, 193, 354), 153,163 УР                               | -          |
| 01.12.1944 года | 2-й Белорусский фронт | 18 ск (37 гв.сд, 15, 69 сд), 46 ск (108, 186, 413 сд), 47 ск (71, 136, 162 сд), 105 ск (44 гв.сд, 193, 354), 153,161 УР                               | -          |
| 01.01.1945 года | 2-й Белорусский фронт | 18 ск (37 гв.сд, 15, 69 сд), 46 ск (108, 186, 413 сд), 105 ск (44 гв.сд, 193, 354 сд)                                                                 | -          |
| 01.02.1945 года | 2-й Белорусский фронт | 18 ск (37 гв., 15, 69 сд), 46 ск (108, 186, 413 сд), 105 ск (44 гв., 193, 354 сд)                                                                     | -          |
| 01.03.1945 года | 2-й Белорусский фронт | 18 ск (16, 69 сд), 46 ск (108, 186, 413 сд), 105 ск (44 гв., 193, 354 сд)                                                                             | -          |
| 01.04.1945 года | 2-й Белорусский фронт | 18 ск (37 гв., 15, 69 сд), 46 ск (108, 186, 413 сд), 105 ск (44 гв., 193, 354 сд)                                                                     | -          |
| 01.05.1945 года | 2-й Белорусский фронт | 18 ск (37 гв., 15, 69 сд), 46 ск (108, 186, 413 сд), 105 ск (44 гв., 193, 354 сд)                                                                     | -          |

Войска связи:
- 129-й отдельный Барановичский[5] Краснознаменный[6] ордена Александра Невского[7] полк связи.

Другие части:
- Красноармейская ордена Красной Звезды[9] газета армии «Сталинский удар».

## Командный и начальствующий состав

### Командующие
- генерал-лейтенант, с 29 июня 1944 года генерал-полковник Батов, Павел Иванович (22 октября 1942 — до конца войны)

### Заместители командующего
- генерал-лейтенант Баринов, Иосиф Фёдорович

### Члены Военного совета
- бригадный комиссар, с 10 декабря 1942 полковник Лучко, Филипп Павлович (22 октября 1942 — 3 апреля 1943);
- генерал-майор Радецкий, Николай Антонович (3 апреля 1943 — до конца войны)

### Начальники штаба
- полковник, с 4 февраля 1943 генерал-майор Глебов, Иван Семёнович (22 октября 1942 — 26 ноября 1943);
- генерал-майор Бобков, Михаил Владимирович (26 ноября 1943 — до конца войны)

### Командующие БТ и МВ
- 07.03.1943 — 29.10.1943 Катенин, Геннадий Михайлович, полковник, с 16.07.1943 генерал-майор т/в (29.10.1943 умер)
- 14.06.1943 — 25.10.1943, ид Лактионов, Пётр Ефимович, полковник (убыл на учёбу)
- 25.10.1943 — 04.11.1943, ид Новак, Анатолий Юльевич, полковник
- 04.11.1943 — 31.07.1946 Новак, Анатолий Юльевич, полковник, с 02.11.1944 ген.-майор т/в

### Начальник управления тыла
- 00.02.1944 - 00.06.1945 Сакович, Антон Наумович, генерал-майор и/с

## Награды
В послевоенные годы полевое управление 65‑й армии несколько раз преобразовывалось и переформировывалось в составе Белорусского военного округа: в 7‑ю отдельную кадровую танковую дивизию, в 7‑ю танковую армию (1957 год), в 7‑й армейский корпус (1993 год). Ещё через год это объединение было переименовано в 65‑й армейский корпус с передачей его частям и соединениям прежних почётных наименований, Боевых Знамён, орденов и исторических формуляров.
В январе 1974‑го объединение было награждено орденом Красного Знамени за высокие результаты в боевой учёбе. А в коллекцию наград его соединений и частей добавились в мирное время почётные знамёна и грамоты Президиума Верховного Совета СССР и БССР, вымпелы министра обороны СССР за мужество и воинскую доблесть (причём некоторые части были дважды удостоены этой почётной регалии).

В соответствии с планом реформирования Вооружённых Сил Беларуси в декабре 2001 года 65‑й армейский корпус был преобразован в Северо-Западное оперативное командование (СЗОК). Создание этого нового органа военного управления было обусловлено значительным расширением функций и задач, решаемых войсками СЗОК в зоне его ответственности

## Воины армии
Титов Василий Фёдорович, ст. сержант, помком взвода 120СП 69СД, Герой Советского Союза.
Зенченко Владимир Дмитриевич, мл. сержант, награждён Орденом Красной Звезды